# Вера (фильм, 1986)
«Вера» — советский художественный широкоэкранный историко-драматический фильм 1986 года, снятый Игорем Мусатовым на Центральной киностудии детских и юношеских фильмов им. М. Горького.
Премьера состоялась 30 марта 1987 года. Фильм посмотрели 600 000 зрителей.

## Сюжет
Вера, дочь прогрессивного адвоката, становится членом социал-демократической партии и вступает в революционную борьбу против самодержавия в России. Её решение принято не только под влиянием убеждений отца, но и из-за личных трагических событий, таких как смерть младшего брата, пострадавшего от жестокости полиции. Вера несмотря ни на что идёт по выбранному пути, даже вопреки уговорам отца и мужа.
Она не раз попадает в тюрьму и ссылку, но каждый раз сбегает оттуда, продолжая борьбу. Её муж Николай всегда поддерживает и любит её, отправляя ей письма в ссылку. Однако его решение следовать за Верой однажды приводит к трагическим последствиям: Николай погибает от руки жандарма, а Вера остаётся одна, продолжая бороться за свои идеалы.

## Роли исполняют
- Марина Русакова — Вера
- Сергей Мартынов — Николай
- Игорь Кваша — полковник Кулагин
- Николай Волков — Сергей Васильевич
- Тамара Сёмина — надзирательница
- Ян Пузыревский — Митя
- Вячеслав Богачёв — Никита
- Наталья Казначеева — Катя
- Игорь Кашинцев — трактирщик
- Владимир Точилин — пристав

## Съёмочная группа
- Режиссёр: Игорь Мусатов
- Автор сценария: Соломон Розен
- Композитор: Тенгиз Берекашвили
- Оператор: Сергей Филиппов
- Художник-постановщик: Валерий Иванов
- Звукорежиссёр: Алексей Разорёнов

## Музыка
В фильме звучит музыка в исполнении Государственного симфонического оркестра кинематографии СССР, дирижёр Сергей Скрипка.